# 赤口
赤口，亦稱赤狗日，指每年農曆正月初三。根據中國傳統習俗，當日容易與人發生口角爭執，為防招惹口舌是非，各人均不出外向親友拜年，只留在家中祭祀神明，故赤口日亦稱為「小年朝」。

## 華人習俗
不同地方於赤口日有不同的習俗：清代期間，潮州人、客家人有「出郊展墓」的習俗，即到祖墳掃墓祭祀。在香港，不少人會到車公廟拜神祈福、或到黃大仙求籤、亦有人會到郊外遠足或參與賽馬活動。

## 日本
日本也有「赤口」，但理解上有所差異。
日本仍保留「六曜」這觀念，即是「先勝」、「友引」、「先負」、「佛滅」、「大安」和「赤口」，而其中「赤口日」被日本人認為是陰陽道中八嶽卒神所支配的日子，不適宜辦喜事、公事、訴訟、契約，一天之中只有正午（早上11點至1點，午時）為吉時，其餘時間皆凶。

## 外部連結
- 教育部國語辭典
- 朗談日本：赤口 （页面存档备份，存于）